# NGC 6231
Az NGC 6231 (más néven Caldwell 76) egy nyílthalmaz és köd a Scorpius (Skorpió) csillagképben.

## Felfedezése
A nyílthalmazt Giovanni Battista Hodierna fedezte fel 1654 előtt. Az évek során sok híres csillagász is megfigyelte.
- 1678: Edmond Halley
- 1745-46: de Chéseaux
- 1751-52: Lacaille

## Megfigyelési lehetőség
Magyarországról nem látható. Az északi szélesség 38°-tól délre március és szeptember között megfigyelhető.